# Вилијам Е. Бредфилд
Вилијам Ешли (Бил) Бредфилд (20. јун 1927 — 9. јун 2014) био је аустралијски астроном аматер, познат као врло плодан аматерски откривач комета. Држи светски рекорд као научник који је открио 18 комета, од којих се све сматрају само његовим открићем.
Његова астрономска достигнућа је сабрао Брајан Џ. Марсден, директор емеритус Централног бироа за астрономске телеграме Међународне астрономске уније: "Откриће 18 комета визуелно је изванредно достигнуће у свакој ери, али успевање таквог подухвата је стварно сјајно, и ја мислим да могу са сигурношћу рећи да нико никада више неће моћи то да понови. А још је занимљивије да он ни у једном случају није морао да дели своје откриће са било којим другим самосталним истраживачем свемира. Више него било који други добитник, Бил Бредфилд неприкосновено заслужује награду Едгар Вилсон."

## Биографија
Бредфилд је рођен у Левину у Новом Зеланду 20. јуна 1927. године. Одрастао је на млечној фарми, где су се и развила његова интересовања за ракетну технику и астрономију, када је са 15 година добио свој први мали телескоп. Похађао је Универзитет на Новом Зеланду, где је стекао диплому основних студија на пољу машинског инжењерства. Године 1953. се преселио у Аустралију, населивши се у Аделаиди, где је радио за аустралијско министарство одбране као ракетарни инжењер и научник-истраживач све до пензионисања 1986. године. Ту је такође и упознао Ејлин; венчали су се 1957. године, и заједно су имали 3 кћери.
Бредфилд је приступио Астрономском друштву јужне Аутралије 1970. године, што је само појачало његово интересовање, те је почео свој лов на комете 1971. године, користећи се старим телескопом који је откупио од једног свог колеге из Академског друштва јужне Аустралије.
Само годину дана и 260 сати потраге касније, награђен је проналажењем комете Бредфилд (C/1972 E1). У наредних шест година је открио још шест комета, а 1987. године је откриће његове тринаесте комете њега начинило најпознатијим ловцем на комете 20. века. С временом се број његових открића попео на 18 комета након 3500 сата потраге, а своју осамнаесту и последњу комету је открио 23. марта 2004. године, када је имао 76 година.
Када је Бредфилд открио комету и проследио своје информације Међународној астрономској унији, привукао је светску пажњу. Након 14 сати од пријављивања његове седамнаесте комете 1995. године, она је уочена од стране више од 20 посматрача, међу којима је нашла и Европска јужна опсерваторија, која се налази у Ла Сили у Чилеу.
Његова открића су делимично важна јер их је самостално открио, користећи се старом телескопском опремом коју је сам направио код своје куће. Осим сто година старог сочива и још неких модерних делова, остатак његовог телескопа је био направљен код куће, али је био сасвим пристојна опрема за лов на комете. Није користио фотографску или компјутеризовану опрему за детекцију, ослањајући се уместо тога на чисто визуелно прелетање преко неба.
Како је приступио Астрономском друштву јужне Аустралије 1970. године Бредфорд је постао председник овог друштва 1977. године, на којој позицији је остао до 1979. године. Године 1989. је постао почасни доживотни члан, а 2013. године је постављен у Салу славе Астрономског друштва јужне Аустралије.
Умро је 9. јуна 2014. године након дуге болести, у 86. години живота.

## Признања
- Астероид 3430 Бредфилд је именован у његову част.
- Бредфилд је добио Беренис и Артур Пејџ медаљу Астрономског друштва Аустралије 1981. године.[11]
- Постао је члан Реда Аустралије "као признање за његову службу на пољу астрономије" 1989. године.[12]
- Постао је почасни доживотни члан Астрономског друштва јужне Аустралије 1989. године.[13]
- Године 2000. је Астрономско друштво јужне Аустралије успоставило астрономску награду Бил Бредфилд у част његових достигнућа, која се додељује аматерима који прикажу изванредна достигнућа дате године на пољу астрономије.[14]
- Додељена му је Едгар Вилсон награда од стране Смитсонијан астрофизичке опсерваторије кроз Централни биро за астрономске телеграме Међународне астрономске уније 2004. године.[15]
- Године 2013. је постављен у Сала славе Астрономског друштва јужне Аустралије.[10]

## Списак откривених комета
| Број | Комета    | Сати | Датум       | Магнитуда |
| ---- | --------- | ---- | ----------- | --------- |
| 1    | C/1972 E1 | 260  | мар. 12.81  | 10        |
| 2    | C/1974 C1 | 306  | Феб. 12.49  | 9         |
| 3    | C/1975 E1 | 145  | мар. 12.45  | 9         |
| 4    | C/1975 V2 | 106  | нов. 11.74  | 10        |
| 5    | C/1976 D1 | 57   | феб. 19.49  | 9         |
| 6    | C/1976 E1 | 9    | мар. 3.778  | 9         |
| 7    | C/1978 C1 | 360  | феб. 4.755  | 8         |
| 8    | C/1978 T3 | 75   | окт. 10.785 | 9         |
| 9    | C/1979 M1 | 98   | јун. 24.417 | 10        |
| 10   | C/1979 Y1 | 67   | дец. 24.753 | 5         |
| 11   | C/1980 Y1 | 113  | дец. 17.751 | 6         |
| 12   | P/1984 A1 | 384  | јан. 7.733  | 11        |
| 13   | C/1987 P1 | 307  | авг. 11.437 | 10        |
| 14   | P/1989 A3 | 164  | јан. 6.514  | 12        |
| 15   | C/1992 B1 | 129  | јан. 31.736 | 10        |
| 16   | C/1992 J2 | 30   | мај. 3.806  | 10        |
| 17   | C/1995 Q1 | 289  | авг. 17.410 | 6         |
| 18   | C/2004 F4 |      | мар. 23.43  | 8         |

Комета: Првобитна десигнација комете
Сати: Број сати потраге ради откривања
Датум: Датум открића по универзалном времену
Магнитуда: Тотална магнитуда комете приликом открића